# Adolf (Nassau-Dillenburg)
Adolf von Nassau-Dillenburg (* 1362; † 12. Juni 1420) war in den Jahren von 1416 bis 1420 Graf von Nassau-Dillenburg.

## Leben
Adolf war der Sohn von Graf Johann I. Graf von Nassau-Dillenburg aus dem Haus Nassau und Margaretha von der Mark. 
Da sein Vater bei seinem Tod 1416 bereits 77 Jahre alt war, war auch Adolf, als er dessen Erbe antrat schon 54 Jahre alt, für die damalige Zeit also bereits im fortgeschrittenen Alter. Tatsächlich regierte er selbst nur 4 Jahre, ehe er starb. Da er selbst nur eine Tochter hinterließ, wurden seine jüngeren Brüder Johann II. und Engelbert I. seine Nachfolger. 
Adolf heiratete 1384 in erster Ehe Jutta von Diez († 1397) und 1401 in zweiter Ehe Kunigunde von Isenburg-Limburg († 1403). Durch seine erste Ehe brachte er die Grafschaft Diez in seinen Besitz, was von König Wenzel 1384 in einem Lehenbrief bestätigt wurde.
Seine Tochter Jutta († 1424) heiratete 1401 Gottfried VII. von Eppstein-Münzenberg (1375–1437). Sie brachte die Hälfte der Grafschaft Diez an das Haus Eppstein.